# William Wood, 1. Baron Hatherley

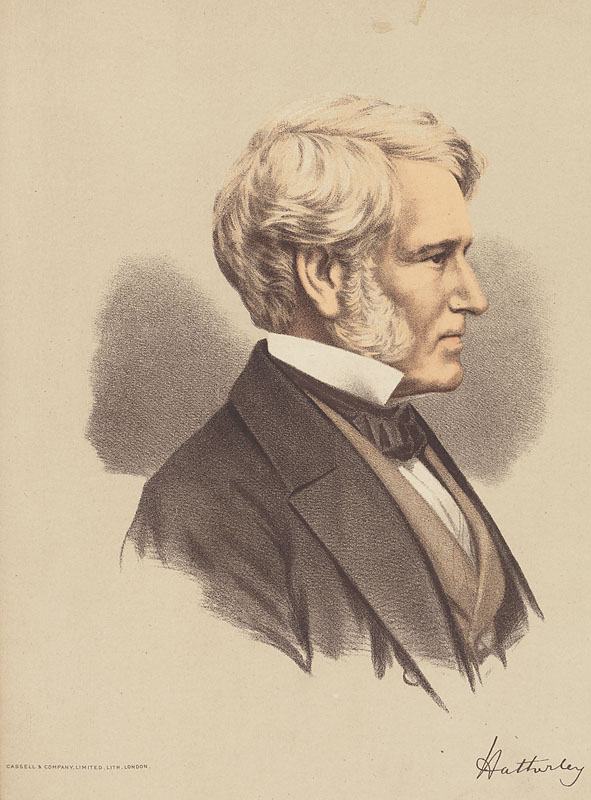
William Page Wood, 1. Baron Hatherley

William Page Wood, 1. Baron Hatherley  PC (* 29. November 1801 in London; † 10. Juli 1881 ebenda) war ein britischer Staatsmann und Rechtsgelehrter.

## Leben
William Wood, geboren als zweiter Sohn von Sir Matthew Wood, 1. Baronet, dem langjährigen Abgeordneten der City of London im House of Commons, wurde am Winchester College erzogen, studierte am Trinity College in Cambridge, wurde 1827 am Lincoln’s Inn als Barrister zugelassen und war von 1847 bis 1852 für den Wahlkreis Oxford Mitglied des House of Commons, in welchem er sich der Liberal Party anschloss.
Von 1849 bis 1851 war er Vize-Chancellor of the Duchy of Lancaster. Er wurde 1851 zum Knight Bachelor geschlagen, war von 1851 bis 1852 als Nachfolger von Alexander Cockburn Solicitor General und bekleidete daraufhin das Amt des Vizekanzlers des High Court of Justice, der faktisch der Präsident der Chancery Division dieses Gerichts ist.
1868 trat Wood als Lordkanzler in das Ministerium Gladstone ein und wurde, da er als solcher dem House of Lords vorzusitzen hatte, als Baron Hatherley, of Down Hatherley in the County of Gloucester, zum erblichen Peer erhoben.
Im Oktober 1872 legte er sein Amt wegen Augenschwäche nieder und starb am 10. Juli 1881. Sein Titel erlosch mit seinem Tod, da seine Ehe kinderlos blieb.
Politisch liberal, gehörte Hatherley zur kirchlich-orthodoxen Partei, wie seine Schrift beweist: Continuity of Scripture as declared by the testimony of our Lord (4. Aufl. 1870).